# 阿里斯托布魯斯二世

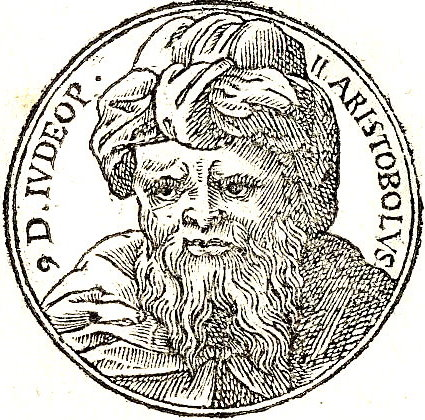
阿里斯托布魯斯二世

阿里斯托布魯斯二世（？－前50年），猶太大祭司，猶地亞國王亞歷山大·詹納烏斯之子，哈斯蒙尼王朝成員，於西元前67年至西元前63年在位，於西元前50年遭刺身亡。他有兩個兒子：安提柯二世、亞歷山大（米利暗一世之父）。